# Greda (Vrbovec)
 Greda  falu Horvátországban Zágráb megyében. Közigazgatásilag Vrbovechez tartozik.

## Fekvése
Zágrábtól 30 km-re északkeletre, községközpontjától 6 km-re délnyugatra a megye északkeleti részén fekszik.

## Története
A település csak 1880-ban bukkan fel önállóan, addig Peskovec része volt. 
1890-ben 43, 1910-ben 70 lakosa volt. Trianonig Belovár-Kőrös vármegye Kőrösi járásához tartozott. A II. világháborúig csak telepként tartották számon, ezután lett hivatalosan is falu. 2001-ben 129 állandó lakosa volt.

## Lakosság
| Lakosság változása | Lakosság változása | Lakosság változása | Lakosság változása | Lakosság változása | Lakosság változása | Lakosság változása | Lakosság változása | Lakosság változása | Lakosság változása | Lakosság változása | Lakosság változása | Lakosság változása | Lakosság változása | Lakosság változása |
| ------------------ | ------------------ | ------------------ | ------------------ | ------------------ | ------------------ | ------------------ | ------------------ | ------------------ | ------------------ | ------------------ | ------------------ | ------------------ | ------------------ | ------------------ |
| 1857               | 1869               | 1880               | 1890               | 1900               | 1910               | 1921               | 1931               | 1948               | 1953               | 1961               | 1971               | 1981               | 1991               | 2001               |
| 0                  | 0                  | 0                  | 43                 | 49                 | 70                 | 78                 | 88                 | 116                | 113                | 122                | 130                | 140                | 113                | 129                |

## Külső hivatkozások
Vrbovec város hivatalos oldala